# Binche-Chimay-Binche 2018
La Binche-Chimay-Binche 2018, nota anche come Mémorial Frank Vandenbroucke, ventiduesima edizione della corsa, valida come evento dell'UCI Europe Tour 2018 categoria 1.1, si svolse il 2 ottobre 2018 per un percorso di 197 km. Fu vinta dall'olandese Danny van Poppel, al traguardo in 4h33'29" alla media di 43,29 km/h, precedendo i belgi Yves Lampaert, arrivato secondo, e Oliver Naesen, piazzatosi terzo.
Dei 164 ciclisti alla partenza furono in 109 a portare a termine la gara.

## Squadre partecipanti
| N.      | Cod. | Squadra                     |
| ------- | ---- | --------------------------- |
| 1-7     | LTS  | Lotto Soudal                |
| 11-17   | ALM  | AG2R La Mondiale            |
| 21-27   | BMC  | BMC Racing Team             |
| 31-37   | GFC  | Groupama-FDJ                |
| 41-47   | TLJ  | Team Lotto NL-Jumbo         |
| 51-57   | QST  | Quick-Step Floors           |
| 61-66   | COF  | Cofidis                     |
| 71-77   | TDE  | Direct Énergie              |
| 81-87   | FST  | Team Fortuneo-Samsic        |
| 91-97   | ICA  | Israel Cycling Academy      |
| 101-107 | RNL  | Roompot-Nederlandse Loterij |
| 111-117 | SVB  | Sport Vlaanderen-Baloise    |

| N.      | Cod. | Squadra                        |
| ------- | ---- | ------------------------------ |
| 121-127 | VWC  | Veranda's Willems-Crelan       |
| 131-137 | VCC  | Vital Concept Cycling Club     |
| 141-147 | WGG  | Wanty-Groupe Gobert            |
| 151-157 | WVA  | WB Aqua Protect Veranclassic   |
| 161-167 | AAS  | AGO-Aqua Service               |
| 171-177 | CIB  | Cibel-Cebon                    |
| 181-187 | CCD  | Differdange-Losch              |
| 191-197 | SEG  | SEG Racing Academy             |
| 201-207 | SNE  | Sovac-Natura4Ever              |
| 211-216 | RLM  | Roubaix Lille Métropole        |
| 221-227 | TIS  | Tarteletto-Isorex              |
| 231-237 | PCW  | T.Palm-Pôle Continental Wallon |

## Ordine d'arrivo (Top 10)
| Pos. | Corridore           | Squadra       | Tempo    |
| ---- | ------------------- | ------------- | -------- |
| 1    | Danny van Poppel    | Lotto         | 4h33'02" |
| 2    | Yves Lampaert       | Quick-Step    | a 3"     |
| 3    | Oliver Naesen       | AG2R          | s.t.     |
| 4    | Taco van der Hoorn  | Roompot       | s.t.     |
| 5    | Andrea Pasqualon    | Wanty         | s.t.     |
| 6    | Jempy Drucker       | BMC Racing    | s.t.     |
| 7    | Jonas Van Genechten | Vital Concept | s.t.     |
| 8    | Timothy Dupont      | Wanty         | a 7"     |
| 9    | Maxime Monfort      | Lotto-Soudal  | s.t.     |
| 10   | Cees Bol            | SEG Racing    | s.t.     |